# John Simmit
John Simmit (Birmingham, 20 de julho de 1963) é um ator e humorista britânico, mais conhecido por interpretar Dipsy em Teletubbies. Também já trabalhou em The Real McCoy, The Gadget Show e The Big Fat Quiz of the '90s.